# Spellbound (альбом Полы Абдул)
| Оценки критиков      | Оценки критиков |
| Источник             | Оценка          |
| -------------------- | --------------- |
| Allmusic             | [ 1 ]           |
| Chicago Tribune      | [ 2 ]           |
| Entertainment Weekly | C+              |
| Los Angeles Times    | [ 4 ]           |
| Robert Christgau     | [ 5 ]           |
| Rolling Stone        | [ 6 ]           |
| Slant                | [ 7 ]           |

Spellbound — второй студийный альбом американской певицы Полы Абдул, выпущенный в мае 1991 года. Международную известность альбому принесли такие синглы, побывшие радиохитами как, «Rush Rush», «The Promise of a New Day», «Blowing Kisses in the Wind», «Vibeology» и «Will You Marry Me?». Альбом стал трижды платиновым в США и достиг 1 места в Billboard 200, разойдясь тиражом в 7 миллионов копий.
При микшировании некоторых треков использовалась технология QSound.

## Список композиций
| №   | Название                      | Автор(ы)                                               | Продюсер(ы)      | Длительность |
| --- | ----------------------------- | ------------------------------------------------------ | ---------------- | ------------ |
| 1.  | «The Promise of a New Daya»   | Abdul, Peter Lord, Sandra St. Victor, V. Jeffrey Smith | Lord, Smith      | 4:32         |
| 2.  | «Rock Housea»                 | Abdul, Lord, St. Victor, Smith                         | Lord, Smith      | 4:11         |
| 3.  | «Rush Rush»                   | Lord                                                   | Lord, Smith      | 4:52         |
| 4.  | «Spellbounda»                 | Abdul, Lord, St. Victor, Smith                         | Lord, Smith      | 4:48         |
| 5.  | «Vibeology»                   | Lord, St. Victor, Smith                                | Lord, Smith      | 5:16         |
| 6.  | «Ua»                          | Prince                                                 | Paisley Park     | 4:05         |
| 7.  | «My Foolish Heart»            | Lord, Smith                                            | Lord, Smith      | 4:10         |
| 8.  | «Blowing Kisses in the Winda» | Lord                                                   | Lord, Smith      | 4:41         |
| 9.  | «To Youa»                     | Jorge Corante, Colin England                           | England, Corante | 3:31         |
| 10. | «Alright Tonighta»            | John Hiatt                                             | Don Was          | 4:28         |
| 11. | «Will You Marry Me?»          | Abdul, Lord, St. Victor, Smith                         | Lord, Smith      | 4:24         |

| №   | Название                                              | Автор(ы)                       | Продюсер(ы)      | Длительность |
| --- | ----------------------------------------------------- | ------------------------------ | ---------------- | ------------ |
| 6.  | «Will You Marry Me?»                                  | Abdul, Lord, St. Victor, Smith | Lord, Smith      | 4:24         |
| 7.  | «Ua»                                                  | Prince                         | Paisley Park     | 4:05         |
| 8.  | «My Foolish Heart»                                    | Lord, Smith                    | Lord, Smith      | 4:10         |
| 9.  | «Blowing Kisses in the Winda»                         | Lord                           | Lord, Smith      | 4:41         |
| 10. | «To Youa»                                             | Jorge Corante, Colin England   | England, Corante | 3:31         |
| 11. | «Alright Tonighta»                                    | John Hiatt                     | Don Was          | 4:28         |
| 12. | «Good Night, My Love (Pleasant Dreams)» (Bonus track) | George Motora, John Marascalco | Was              | 3:14         |

Примечание
- ↑  При микшировании использовалась технология QSound[англ.].

## Чарты
| Чарт (1991)                  | Высшая позиция |
| ---------------------------- | -------------- |
| Australian Albums Chart      | 3              |
| Canadian Albums Chart        | 6              |
| Japanese Oricon Albums Chart | 12             |
| New Zealand Albums Chart     | 14             |
| Norwegian Albums Chart       | 17             |
| German Albums Chart          | 17             |
| Swedish Albums Chart         | 6              |
| Swiss Albums Chart           | 25             |
| UK Albums Chart              | 4              |
| US Billboard 200             | 1              |

## Сертификации
| Регион                                                      | Сертификация  | Продажи    |
| ----------------------------------------------------------- | ------------- | ---------- |
| Австралия (ARIA)                                            | Золотой       | 35 000^    |
| Канада (Music Canada)                                       | 2× Платиновый | 200 000^   |
| Япония (RIAJ)                                               | Золотой       | 100 000^   |
| Великобритания (BPI)                                        | Золотой       | 100 000^   |
| США (RIAA)                                                  | 3× Платиновый | 3 000 000^ |
| ^ Данные о тиражах приведены только на основе сертификации. |               |            |

## Производственный персонал
- Продюсеры: Питер Лорд, Пэйсли Парк, Ви Джеффри Смит, Джордж Коранте и Дон Уос
- Звукоинженеры: Вольфганг Эйнхольтц, Эд Черни, Дон Фийнерг, Эрни Фрейджер, Род Халл, Майкл Копплман, Грэг Лейни, Дэйв Пенсадо

## Участники записи
- Ведущий вокал и Synclavier II[англ.]: Пола Абдул
- Бэк-вокал: Свит Пи Аткинсон, Сэр Харри Боуэнс, Салли Дфорски, Колин Ингланд, The Family Stand[англ.], Питер Лорд, Маккаллер, Арнольд[англ.], Сандра Сэйнт Виктор[англ.]
- Гитары: Майк Кэпмбелл, Марк Голденберг, Рэнди Джекобс, Клифоорд Муни Пасси, Ви Джеффри Смит
- Kлавишные: Джордж Коранте, Том Хаммер, Питер Лорд, Айвен Ньювилл[англ.], Ви Джеффри Смит
- Орган: Джеми Мухоберак[англ.]
- Бас: Тим Драммонд
- Ударные: Курт Бискера[англ.], Рокки Брайант
- Перкуссия: Паулинью да Кошта[англ.]
- Труба: Грэг Адамс[англ.]
- Тенор-саксофон: Стив Грув[англ.]
- Баритон-саксофон: Стивен Купка[англ.]
- Губная гармоника: Стиви Уандер
- Виолончель: Стюарт Канин
- Директор по свету: Билли Хислип
- Фотографии: Роберт Лобетта